# Gösta Ryding
Gösta Ryding, född 2 juli 1881 i Härnösand, död 30 oktober 1969 i Marstrand, var en svensk industriman.

## Biografi
Ryding, som var son till landshövding Gustaf Ryding och Louise af Petersens, ingick 1909 äktenskap med Annie Rudberg (1885–1939), dotter till lasarettsläkare Fritz Rudberg och Elsa Löf, och var far till Göran Ryding.

## Karriär
Ryding var anställd hos Utansjö Cellulosa AB 1898–1907, hos diverse firmor i London 1903, kontorschef hos Sulfit AB Ljusnan 1907–1919, disponent där 1919–1924, platschef vid Vallviks sulfitfabrik 1907–1924, verkställande direktör i Sulfit AB Göta 1924–1952, hos Wikers AB 1924–1938 och hos AB Göta Elfdals Tegelbruk 1936–1952.
Ryding innehade olika kommunala uppdrag inom Söderala landskommun 1909–1924 och inom Fuxerna landskommun 1925–1941. I Fuxerna var han bland annat ledamot av kommunalfullmäktige, fattigvårdsstyrelsen, skolrådet och taxeringsnämnden. Han var byggnadskommitterad vid uppförandet av sjukhuset i Ljusne 1921–1924.
Ryding var ordförande i styrelsen för AB Billingsfors-Långed från 1934, AB Rockhammars Bruk 1934–1936, AB Fors Bruk 1934–1940, Lilla Edets kommunala mellanskola 1933–1941, ledamot av styrelsen för Sulfit AB Göta från 1924, Svenska cellulosaföreningen från 1925, Vänerns seglationsstyrelse från 1926, Göteborgs bank från 1934, Svenska jägarförbundet från 1939 och Klarelfvens flottningsförening från 1940.